# Lawrence Feuerbach
Lawrence Feuerbach (Lawrence Edward Joseph "León" Feuerbach, julio 1879- 16 de noviembre de 1911) fue un atleta estadounidense que compitió principalmente en el lanzamiento de peso.
Él compitió en los Estados Unidos en los Juegos Olímpicos de San Luis 1904, en el lanzamiento de peso, donde ganó la medalla de bronce detrás de sus compatriotas Ralph Rose y William Wesley Coe.